# Берне, Жозеф
Жозеф Берне (фр. Joseph Bernet; 4 сентября 1770, Сен-Флур, королевство Франция — 5 июля 1846, Экс-ан-Прованс, королевство Франция) — французский кардинал. Епископ Ла-Рошели с 15 июня 1827 по 20 июля 1851. Архиепископ Экс-ан-Прованса с 1 февраля 1836 по 5 июля 1846. Кардинал-священник с 19 января 1846.